# Chloroclystis hudsoni
Chloroclystis hudsoni là một loài bướm đêm trong họ Geometridae.